# Habrocestum subdotatum
Habrocestum subdotatum är en spindelart som beskrevs av Lodovico di Caporiacco 1940. Habrocestum subdotatum ingår i släktet Habrocestum och familjen hoppspindlar. Inga underarter finns listade i Catalogue of Life.